# Verilog
A Verilog áramkörök leírására szolgáló, szakterület-specifikus hardverleíró nyelv, amely a VHDL áramkörleíró nyelv mellett igen nagy jelentőségre tett szert. Segítségével a legtöbb ember CPLD és FPGA makrocelláiból, illetve kapuiból állít össze igen bonyolult áramköröket.
Azonban a félvezetőgyárak sem kapcsolási rajz alapján készítik a mai, igen bonyolult IC-ket, hanem szintén a fenti nyelveken írják le az áramkör működését, mivel a kapcsolási rajz bonyolult áramkörök esetén áttekinthetetlen méreteket ölt.